# Keramiker

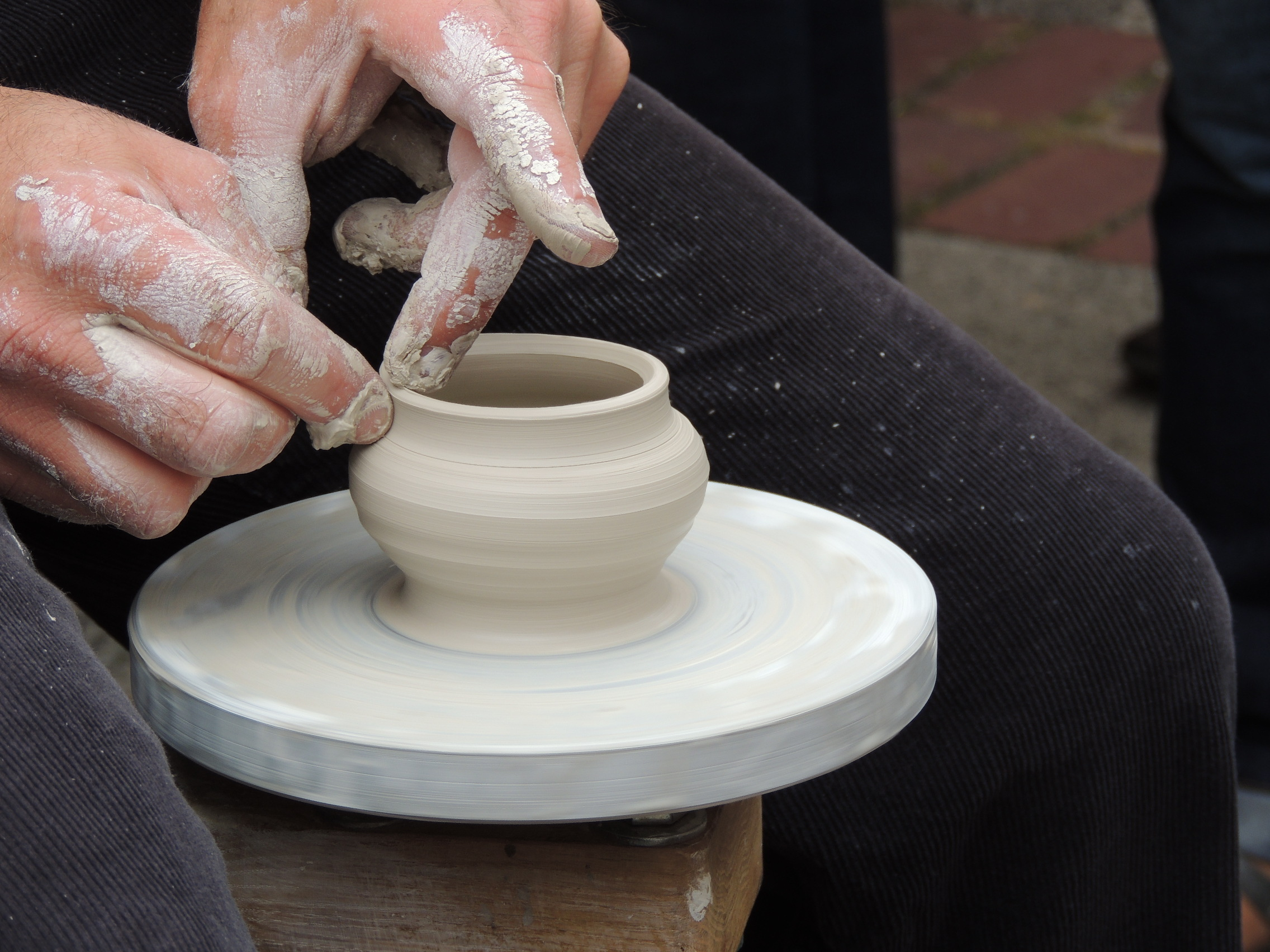
Keramiker vid drejskiva.

En keramiker är en person som yrkesmässigt framställer föremål i keramik.